# Susannah Melvoin
Susannah Melvoin (Los Angeles, Kalifornia, USA, 1964. január 26. –) amerikai zenész, énekesnő, dalszövegíró, vokalista és Doyle Bramhall II felesége. A híres dzsesszzongorista, Mike Melvoin lánya, Wendy Melvoin ikertestvére.
Hosszú ideig az ikertestvére zenekarában játszott, a Wendy & Lisa-ban.
Karrierje során olyan előadóknak írt szövegeket (és játszott együtt velük), mint Quincy Jones, Trevor Horn, Don Smith, Don Was, William Orbit, Tchad Blake, Mitchell Froome, Prince, Seal, Madonna, Mike Oldfield, Eric Clapton és B. B. King, The Grid és Neil Finn a Crowded House-ból.
Jonathan Melovin, a testvére a The Smashing Pumpkins-szal játszott, mint billentyűs. Azonban csak a 96'-os turnén vett részt, majd heroin-túladagolásban meghalt (Manhattan, New York).
Pár filmben is találkozhatunk vele (1992-ben a Toys-ban, 1996-ban a Skin and Bone-ban, 2002-ben a Luster-ben, végül a Cavedweller-ben (2004), melyben szerepe szerint los angeles-i grupie) 
2000-ben Roger Waters In the Flesh turnéján is részt vett, mint háttérénekes (Doyle Bramhall pedig a 99'-es és a 2000-es turnén is gitárosként kísérte Waters-t.)

## Vokálozott

### Prince&The Revolution
- 1985 Around the World in a Day,

- 1986 Parade (Music from the Motion…,

- 1998 Crystal Ball

### Wendy & Lisa
- 1990 Eroica (Atlantic) (1990)

- 1992 Mike Oldfield Tubular Bells 2

### Doyle Bramhall II
- 1996 Doyle Bramhall II

- 1999 Jellycream

### Eric Clapton
- 2000-2001Eric Clapton live turné (Doyle Bramhall II-vel, Andy Fairweather Low-val)
- 2001Reptile-on

### Egyéb közreműködés
- 1998 The Girl Bros: Girl Bros.

- 1998 Madonna; Ray of Light

- 2000 Eric Clapton & B. B. King : Riding with the King (Wendy-vel együtt)

- 2000Roger Waters In the Flesh turné

- 2001 Neil Finn

- 2003 Lisa Germano

## További információ
- Hivatalos oldal
- Susannah Melvoin az Internet Movie Database-ben (angolul)
- Susannah Melvoin a Rotten Tomatoeson (angolul)

1. ↑  https://www.theguardian.com/music/2008/sep/20/1